# Statystyka
Statystyka (niem. Statistik, „badanie faktów i osób publicznych”, z łac. [now.] statisticus, „polityczny, dot. polityki”, od status, „państwo, stan”) – nauka, której przedmiotem zainteresowania są metody pozyskiwania i prezentacji, a przede wszystkim analizy danych opisujących zjawiska, w tym masowe.
Duża część nauki zajmuje się obserwacją otaczającego nas świata lub też posługuje się eksperymentem dla potwierdzenia swoich teorii. Takie badanie przebiega zazwyczaj według schematu: zebranie danych, ich analiza i interpretacja. Badaczowi potrzebny jest wtedy zestaw narzędzi – sprawdzonych metod, które umożliwią mu operowanie na dużych zbiorach danych. Tworzeniem i rozwijaniem takich użytecznych narzędzi zajmuje się właśnie statystyka.

## Początki statystyki
Swoje początki statystyka wywodzi z tradycji dokonywania spisów powszechnych, czyli zbierania informacji na temat ludności. Ślady pierwszego spisu można znaleźć w Księdze Liczb, kiedy to Mojżesz wyprowadzał lud Izraela z Egiptu. Spisy powszechne były stosunkowo systematycznie przeprowadzane na terenie starożytnego Rzymu. Z pewnością posiadanie informacji na temat stanu ludności ułatwiało rozpoznawanie trendów i odpowiednie planowanie. Do ok. połowy XIX wieku termin statystyka oznaczał podany w tabelarycznej formie zbiór danych na temat stanu państwa. Można przypuszczać, że w pewnym momencie posiadanie podstawowych danych stało się niewystarczające, szczególnie przy coraz szybciej rozwijającej się gospodarce. Konieczne stało się nie tylko ulepszanie metod pozyskiwania danych, ale również ich opisu i analizy. Zbiegło się to w czasie z szybkim rozwojem metod matematycznych, szczególnie teorii prawdopodobieństwa.

## Statystyka i losowość
Już pierwszy rzut oka na wielkości badane statystycznie pozwala zorientować się, że nieodłącznym ich atrybutem jest losowość. Przede wszystkim wynika to z losowej natury badanych wielkości. Na przykład wzrost człowieka jest uwarunkowany ogromną ilością czynników, takich jak genetyka, dieta, środowisko, przy czym niektóre z nich również mają losową naturę. Zgodnie z zasadami mechaniki kwantowej na pewnym poziomie obserwacji wszystkie zjawiska mają charakter losowy.
Ważniejszy jest jednak fakt, że czasami brak jest możliwości lub środków do tego, aby przebadać całą populację. Badanie wzrostu wszystkich ludzi tylko po to, aby wyznaczyć średni wzrost ludzi w Polsce z ekonomicznego punktu widzenia nie ma sensu (patrz Badanie statystyczne), lepiej byłoby przebadać losowo wybraną grupę osób, zakładając, że reszta populacji nie wyróżnia się szczególnie wysokim lub niskim wzrostem. W tym wypadku, oszczędzając na samym badaniu, świadomie skazujemy się na niepewność.
Jak widać, losowość zjawisk jest niejako wpisana w definicję metod statystycznych. Dlatego właśnie statystykę łączy bardzo ścisły związek z teorią prawdopodobieństwa, działem matematyki dzięki któremu jesteśmy w stanie poradzić sobie z niepewnością.

## Metody statystyczne
Metody statystyczne stosuje się wszędzie tam, gdzie chodzi o poznanie prawidłowości w zakresie zjawisk masowych – tam, gdzie bada się problemy demograficzne, ekonomiczne, socjologiczne; choć także w innych naukach. Metoda statystyczna jest jedną z metod badawczych.
Działania statystyczne stosuje się do opisu zjawisk masowych. Zestawienia danych do opisu zjawisk masowych dostarczają między innymi urzędy statystyczne przez spisy powszechne. Zestawienia te mają postać tabel, z których można dowiedzieć się, w jakim procencie dane zjawisko występuje; tabel publikowanych między innymi w rocznikach statystycznych.
Dzięki owym danym można ustalić zmienność zjawisk masowych, tendencji ich przekształceń w czasie. Sporządza się w tym celu wykresy, ilustrujące krzywą rozwoju danego zjawiska czy też to, jaką część większej całości stanowi. Część danych dostarcza badanie metodą grup reprezentatywnych: zbiera się dane nie od wszystkich, ale od odpowiednio wybranej grupy, określanej jako grupa reprezentatywna .
Celem analizy statystycznej jest pozyskanie jak największej wiedzy z pozyskanych danych. Aby zbiór danych był dobrą bazą do analizy statystycznej należy:
1. uzgodnić, jaką wiedzę o badanym zjawisku mają dostarczyć dane,
2. zaplanować badanie,
3. podsumować zbiór danych z obserwacji, podkreślając tendencje, ale rezygnując ze szczegółów.

Poszczególne punkty odpowiadają działom statystyki:
1. statystyka opisowa,
2. metoda reprezentacyjna,
3. wnioskowanie statystyczne.

Istnieje również wiele metod służących analizie danych statystycznych:
- analiza wariancji
- analiza korelacji
- analiza przeżycia
- analiza regresji
- analiza czynnikowa
- analiza dyskryminacyjna
- analiza szeregów czasowych
- analiza kanoniczna

## Analizy statystyczne jedno-, dwu- i wielowymiarowe
Analizy statystyczne można podzielić na trzy podstawowe kategorie w zależności od tego, ile zmiennych jest poddawanych jednocześnie analizie. Najprostsze są analizy jednowymiarowe, a więc takie w ramach których analizuje się jedną zmienną. Bardziej złożone są analizy dwuwymiarowe, pozwalające na analizowanie związku pomiędzy dwiema zmiennymi. Najbardziej skomplikowane są zaś analizy wielowymiarowe.
| Rodzaj analizy         | Liczba analizowanych zmiennych jednocześnie | Przykładowe procedury statystyczne       |
| ---------------------- | ------------------------------------------- | ---------------------------------------- |
| analiza jednowymiarowa | jedna                                       | test t Studenta dla jednej próby         |
| analiza dwuwymiarowa   | dwie                                        | współczynnik korelacji liniowej Pearsona |
| analiza wielowymiarowa | trzy lub więcej                             | wielowymiarowa analiza wariancji         |

## Statystyka stosowana
Statystyka jest stosowana w wielu dziedzinach wiedzy, w niektórych z nich tak intensywnie, że doczekała się własnej terminologii i wyspecjalizowanych metod. Z czasem wytworzyły się dziedziny z pogranicza statystyki i innych nauk. Należą do nich:
- biometria
- demografia
- ekonometria
- mechanika statystyczna
- psychometria
- socjologia statystyczna
- statystyka gospodarcza